# Prefiks międzynarodowy
Prefiks międzynarodowy – element numeracji telefonicznej wybierany przed międzynarodowym numerem abonenta (zawierającym wskaźnik międzynarodowy, zwany też kodem kraju) przy realizacji połączeń międzynarodowych. Oznacza przejście z poziomu numeracji krajowej na poziom numeracji międzynarodowej.
Zgodnie z zaleceniem ITU-T w Polsce i większości krajów są to cyfry „00”. W niektórych krajach używane są inne prefiksy:
- 010 – Japonia,
- 011 – USA i Kanada (i inne kraje należące do NANP North American Numbering Plan),
- 001 – Mongolia,
- 0011 – Australia,
- 009 – Nigeria,
- 810 – kraje poradzieckie (Rosja, Kazachstan, Tadżykistan, Turkmenistan, Białoruś),
- 000 – Tanzania, Uganda,
- 99x – Finlandia (dodatkowy, oprócz standardowego „00”, prefiks używany do wskazania operatora, za pośrednictwem którego zestawiane jest połączenie, x – jedna, dwie lub 3 cyfry).

Prefiksy międzynarodowe używane w przeszłości:
- 119 – Kuba,
- 19 – Francja (do 1996 r.),
- 001 – Japonia,
- 002 – Paragwaj,
- 009 – Dania, Szwecja,
- 010 – Wielka Brytania,
- 07 – Hiszpania,
- 095 – Norwegia,
- 16 – Irlandia,
- 800 – Estonia,
- 810 – Uzbekistan (do 2018 r.),
- 95 – Meksyk (do krajów należących do NANP, w tym USA i Kanady),
- 96 – Meksyk (do innych krajów świata, nie objętych NANP),
- 99 – Indie, kraje byłej Jugosławii.

Prefiks międzynarodowy nie jest elementem składowym numeru międzynarodowego, a jedynie wchodzi w skład schematu wybierania numeru międzynarodowego.
Ze względu na różnorodność prefiksów występujących w poszczególnych krajach, w zapisie numerów telefonicznych (np. w korespondencji, ogłoszeniach, na wizytówkach itp.) ITU-T zaleca stosowanie znaku „+” na oznaczenie prefiksu międzynarodowego.

## Telefonia komórkowa
W telefonii komórkowej prefiksu międzynarodowego z kodem kraju należy używać, kiedy dzwoni się do innego kraju, niż tego, w którym się znajduje. Można go również używać do rozmów krajowych – jeżeli jest się w macierzystym kraju, nie zapłaci się jak za rozmowę międzynarodową. Dodatkowo w telefonach komórkowych zmienny prefiks międzynarodowy można zastąpić znakiem „+”. Obie te cechy pozwalają zachować spójność numerów przy zmianie kraju, w którym abonent się znajduje.